# Many Classic Moments
«Many Classic Moments» es el vigésimo sexto sencillo de la banda de trance japonesa globe, lanzado originalmente el 6 de febrero del año 2002 en Japón. El sencillo fue lanzado de forma simultánea el mismo día que el álbum de la banda Lights.

## Información
Este fue el primer sencillo del año 2002, y también una de las canciones imágenes de la era de música trance de la banda, la cual ya había comenzado en el 2001. La canción también fue el tema principal de la gira promocional realizada por globe en el 2002 llamada globe tour 2002, category trance, category all genre.
El sencillo consta de dos versiones distintas, y también de dos vídeos promocionales que fueron hechos para promocionar los dos sencillos. El primero fue grabado en una especie de puente, con dos cámaras, y se desconoce la localización exacta.
El segundo es de una versión remix creada por Tetsuya Komuro, para el álbum de beneficencia song+nation, álbum en el que Komuro produjo a varios famosos artistas del sello Avex. El remix incluido en realidad es un juego entre la versión instrumental y la versión original, a veces dejando de forma despejada las voces traseras de la canción interpretadas por Keiko.

## Canciones
1. «Many Classic Moments» (Original Mix)
2. «Many Classic Moments» (Breakdown Mix)
3. «Many Classic Moments» (Instrumental)

- Datos: Q9028307